# Fouilloy (Oise)
Fouilloy és un municipi francès, situat al departament de l'Oise i a la regió dels Alts de França. L'any 2007 tenia 202 habitants.

## Demografia

### Població
El 2007 la població de fet de Fouilloy era de 202 persones. Hi havia 82 famílies de les quals 20 eren unipersonals (8 homes vivint sols i 12 dones vivint soles), 27 parelles sense fills, 31 parelles amb fills i 4 famílies monoparentals amb fills.
La població ha evolucionat segons el següent gràfic:
Habitants censats

### Habitatges
El 2007 hi havia 99 habitatges, 81 eren l'habitatge principal de la família, 10 eren segones residències i 8 estaven desocupats. 97 eren cases i 2 eren apartaments. Dels 81 habitatges principals, 70 estaven ocupats pels seus propietaris, 10 estaven llogats i ocupats pels llogaters i 1 estava cedit a títol gratuït; 2 tenien dues cambres, 15 en tenien tres, 20 en tenien quatre i 44 en tenien cinc o més. 78 habitatges disposaven pel capbaix d'una plaça de pàrquing. A 34 habitatges hi havia un automòbil i a 37 n'hi havia dos o més.

### Piràmide de població
La piràmide de població per edats i sexe el 2009 era:
| Homes | Edats   | Dones |
| ----- | ------- | ----- |
| 0     | 95 o +  | 1     |
| 0     | 90 a 94 | 0     |
| 2     | 85 a 89 | 0     |
| 2     | 80 a 84 | 3     |
| 3     | 75 a 79 | 3     |
| 9     | 70 a 74 | 10    |
| 4     | 65 a 69 | 11    |
| 6     | 60 a 64 | 6     |
| 9     | 55 a 59 | 4     |
| 3     | 50 a 54 | 6     |
| 7     | 45 a 49 | 6     |
| 8     | 40 a 44 | 6     |
| 8     | 35 a 39 | 8     |
| 6     | 30 a 34 | 4     |
| 6     | 25 a 29 | 7     |
| 4     | 20 a 24 | 3     |
| 7     | 15 a 19 | 5     |
| 4     | 10 a 14 | 7     |
| 3     | 5 a 9   | 3     |
| 4     | 0 a 4   | 6     |

## Economia
El 2007 la població en edat de treballar era de 112 persones, 87 eren actives i 25 eren inactives. De les 87 persones actives 77 estaven ocupades (43 homes i 34 dones) i 10 estaven aturades (2 homes i 8 dones). De les 25 persones inactives 13 estaven jubilades, 2 estaven estudiant i 10 estaven classificades com a «altres inactius».

### Ingressos
El 2009 a Fouilloy hi havia 83 unitats fiscals que integraven 214 persones, la mediana anual d'ingressos fiscals per persona era de 15.086 €.

### Activitats econòmiques
Dels 3 establiments que hi havia el 2007, 1 era d'una empresa de fabricació d'altres productes industrials i 2 d'empreses de comerç i reparació d'automòbils.
L'únic servei als particulars que hi havia el 2009 era una fusteria.
L'any 2000 a Fouilloy hi havia 6 explotacions agrícoles.

## Equipaments sanitaris i escolars
El 2009 hi havia una escola elemental integrada dins d'un grup escolar amb les comunes properes formant una escola dispersa.

## Poblacions més properes
El següent diagrama mostra les poblacions més properes.